# Tramin an der Weinstraße
Tramin an der Weinstraße (Italiaans: Termeno sulla Strada del Vino) is een gemeente in de Italiaanse provincie Zuid-Tirol (regio Trentino-Zuid-Tirol) en telt 3194 inwoners (31-12-2004). De oppervlakte bedraagt 19,4 km², de bevolkingsdichtheid is 165 inwoners per km².

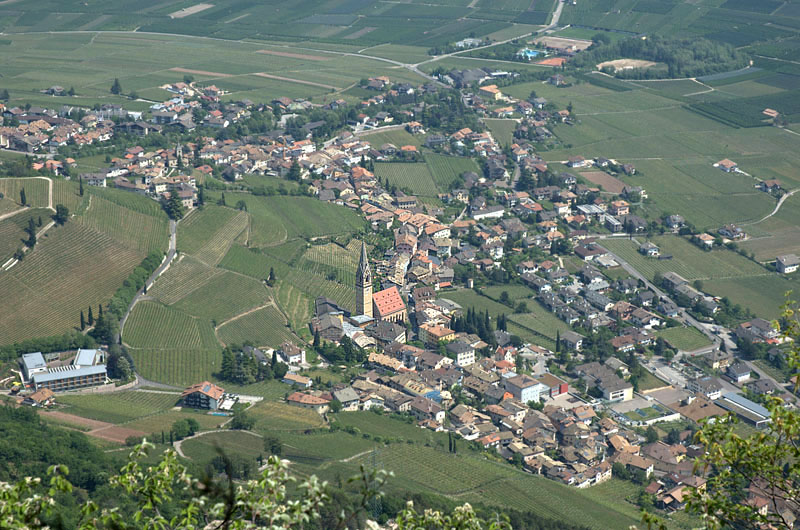
Uitzicht over Tramin

## Geografie
De gemeente ligt op ongeveer 276 m boven zeeniveau en heeft aan de Brennerspoorlijn ook een station Egna-Termeno Neumarkt-Tramin.
Tramin an der Weinstraße grenst aan de volgende gemeenten: Amblar (TN), Auer, Coredo (TN), Kaltern an der Weinstraße, Kurtatsch an der Weinstraße, Montan, Neumarkt, Pfatten, Sfruz (TN).